# معي خلفي

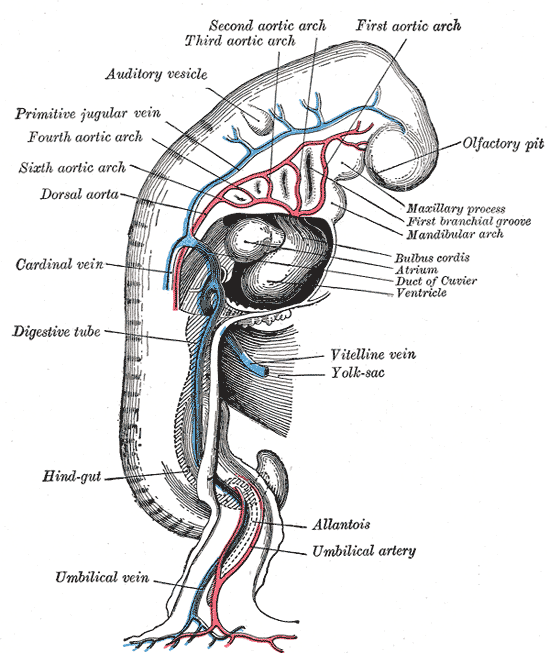
شكل جانبية لجنين بشري في عمر عشرين أو واحد و عشرين يوماً (المعى الخلفي في الأسفل)

المِعَى الخلفي هو الجزء الخلفي (الذيلي) من القناة الهضمية في الجنين، في الثدييات تبدأ من الثلث البعيد (الأيمن) من القولون المستعرض وينتهي بالمستقيم وجزء من قناة الشرج.

## الأجزاء
في الثدييات يتكون من:
- الثلث البعيد (الأيمن) من القولون المستعرض
- الثنية الطحالية للقولون
- القولون النازل
- القولون السيني
- المستقيم
- قناة الشرج أعلى الخط المسنن[4]

في علم الحيوان يطلق مصطلح المعى الخلفي على الأعور والقولون الصاعد أيضاً.

## في البالغين

### التروية الشريانية
من الشريان المساريقي السفلي

### العَوْد الوريدي
الجهاز البابي الكبدي

### النزح اللمفي
ينتهي في الصهريج الكيلوسي

### التزويد العصبي
من الضفيرة المساريقية السفلية، التزويد العصبي السمبثاوي من الأعصاب الحشوية القطنية (ق1-ق2)، والتزويد العصبي الباراسمبثاوي من (ع2-ع4).

## معرض صور

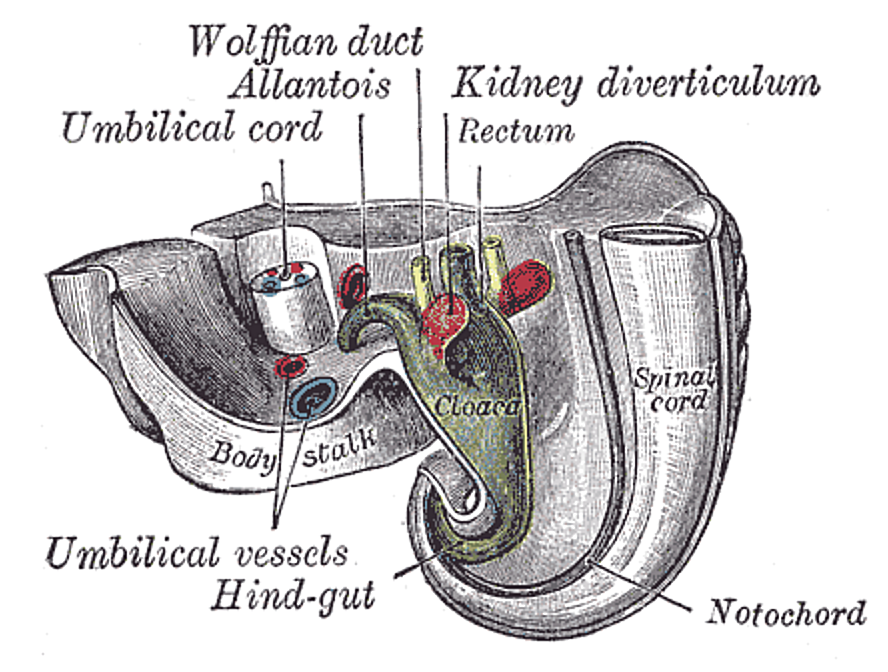
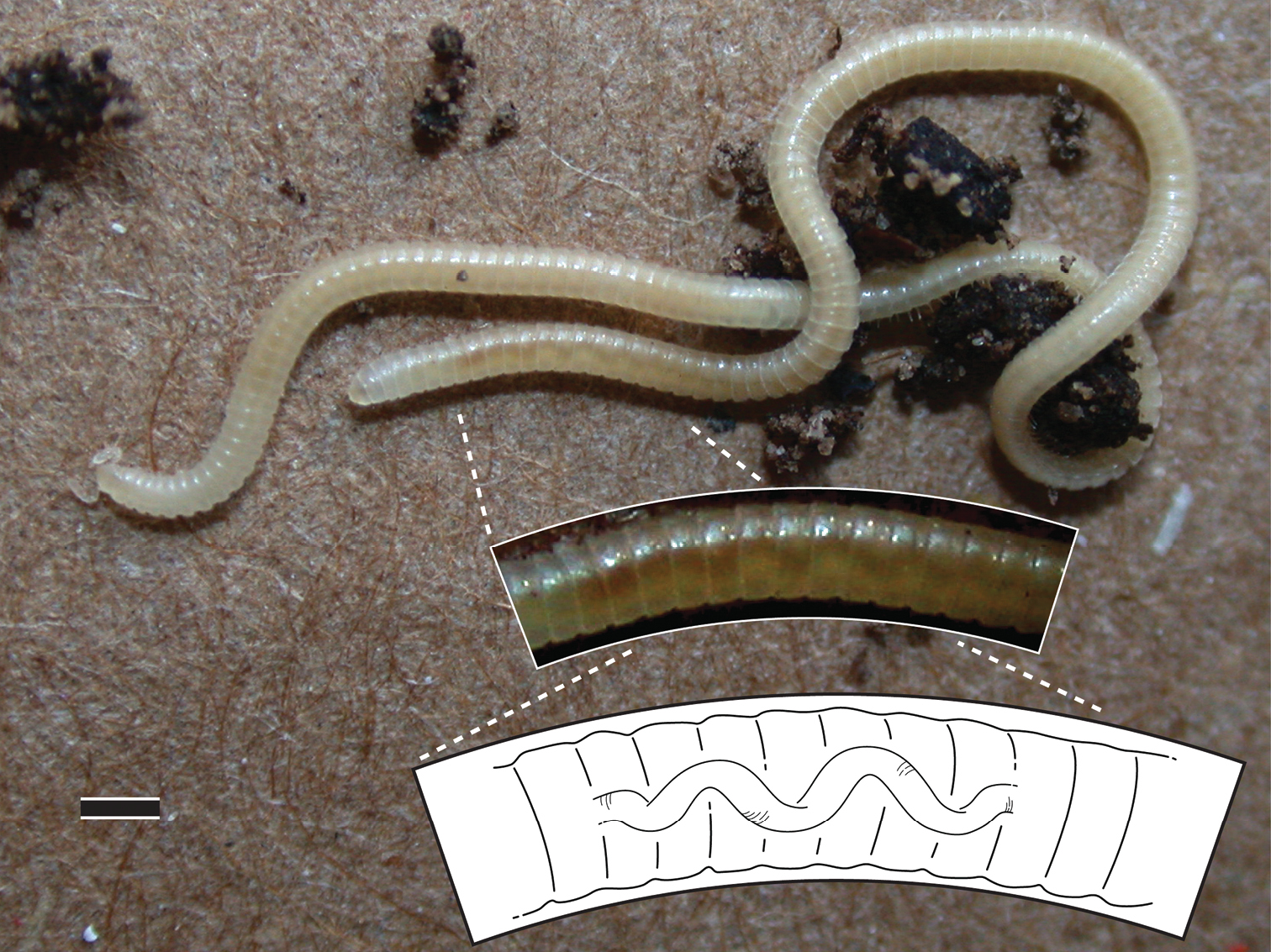
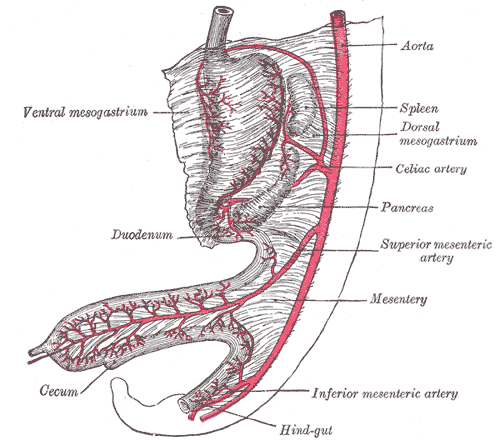

## روابط خارجية
- digest-035 — صور للجنين مصدرها جامعة كارولاينا الشمالية